# 博尔佐瓦尔
博尔佐瓦尔，是匈牙利维斯普雷姆州齊爾茨區所辖的一个村，与齐尔茨相距4公里，总面积13.00平方公里，总人口711，人口密度54.7人/平方公里（2010年1月1日）。